# 儇子内親王
儇子内親王（けんしないしんのう、寛仁2年12月9日（1019年1月17日） - 承徳元年12月28日（1098年2月2日））は、平安中期の皇族。冷泉宮と号す。小一条院敦明親王の第二王女で、母は藤原道長の三女・高松殿女御寛子。

## 生涯
祖父三条天皇の猶子として、寛仁3年（1019年）3月4日に異母兄敦貞とともに親王宣下。万寿2年（1025年）、8歳で母を亡くす。長暦元年（1037年）母方の従弟にあたる同い年の権大納言藤原信家（寛子の兄教通の長男）に降嫁した。所生の子女はなし。源師房の四女麗子を養女として育て、のちに藤原師実（教通の兄頼通の男で信家・儇子両方の従弟にあたり、摂関家の嫡流を継いだ）に娶せた（麗子の生母尊子は儇子内親王の生母寛子の同母妹であるため、その縁によったものか。ちなみに師実の嫡母隆姫も師房の姉であるように、村上源氏師房流は摂関家と二重、三重の親族関係を有した）。